# تماشاگر (فیلم)
تماشاگر یا ناظر به (به انگلیسی: Watcher) یک فیلم دلهره‌آور روان‌شناختی آمریکایی محصول سال ۲۰۲۲ به نویسندگی و کارگردانی کلوئی اوکونو، بر اساس فیلمنامه‌ای از زک فورد است. این فیلم در ۳ ژوئن ۲۰۲۲ در ایالات متحده منتشر شد.

## داستان
* توجه: آن‌چه در ادامه می‌خوانید داستان فیلم را لو می‌دهد *
یک زن آمریکایی به نام جولیا به همراه همسرش فرانسیس (که در کار بازاریابی است) به بخارست نقل مکان می‌کند. فرانسیس، که مادرش رومانیایی است، به این زبان مسلط است، اما جولیا نه. این زوج به یک آپارتمان با یک پنجره بزرگ نقل مکان می‌کنند. جولیا بلافاصله متوجه مردی می‌شود که در پنجره ای از ساختمان روبروی خیابان به بیرون خیره شده است. در حالی که فرانسیس ساعت‌های طولانی کار می‌کند، جولیا تلاش می‌کند تا با شهر آشنا شود و شروع به یادگیری زبان رومانیایی می‌کند. با این حال حضور دائمی مردی در پنجره که به نظر می‌آید در حال دید زدن اوست، جولیا را عصبی می‌کند.
جولیا از وجود یک قاتل زنجیره ای (که رسانه‌های محلی به او عنکبوت می‌گویند) در شهر مطلع می‌شود و وحشت او را فرامی‌گیرد. قربانیان او زنان جوان هستند که قاتل سر آن‌ها را از بدن جدا کرده است. جولیا یک روز در حالی که در شهر قدم می‌زند، احساس می‌کند مردی او را تعقیب می‌کند. او به سالن سینما می‌گریزد، اما مرد به دنبال او می‌رود و مستقیماً پشت سر او می‌نشیند. جولیا می‌ترسد و از سینما خارج می‌شود و به مرکز خریدی در همان نزدیکی می‌رود، در حالی که مرد نیز او را تعقیب می‌کند. جولیا موفق می‌شود از درب خروجی پشتی فرار کند. همان شب، فرانسیس متوجه وحشت زیاد جولیا از این حادثه می‌شود. به پیشنهاد فرانسیس، آن دو از مرکز خرید دیدن می‌کنند تا فیلم دوربین‌های امنیتی را بررسی کنند. آنها فیلمی از مرد و جولیا در فروشگاه پیدا می‌کنند، اما فرانسیس متقاعد نمی‌شود که او در تعقیب جولیا بوده‌است.
جولیا با همسایه دیوار به دیوار خود، ایرینا، آشنا می‌شود. در حالی که آن دو با هم نوشیدنی می‌نوشند، کریستین دوست پسر سابق ایرینا در خانه او را می‌زند، اما ایرینا او را مجبور می‌کند که برود. ایرینا به جولیا تپانچه‌ای را نشان می‌دهد که کریستین به او داده و برای محافظت از خود آن را در کشوی میز قهوه‌خوری خود نگه می‌دارد. اواخر همان شب، جولیا به آپارتمان خود بازمی‌گردد و بازهم متوجه نگاه خیره مردی در پنجره آپارتمان روبرویی می‌شود. جولیا برای او دست تکان می‌دهد به این امید که مرد متوجه او نباشد اما مرد هم متقابلا دست تکان می‌دهد. جولیا که متقاعد شده‌است مردی که در پنجره آپارتمان روبرو می‌ایستد همان مردی است که او را تعقیب کرده‌است، با پلیس تماس می‌گیرد. فرانسیس به اتفاق یک افسر پلیس به ساختمان روبرو می‌روند تا با مظنون (مردی به اسم دنیل وبر) صحبت کنند.
یک روز جولیا دنیل را در شهر تعقیب می‌کند و متوجه می‌شود مرد به عنوان سرایدار در یک باشگاه شبانه کار می‌کند. ایرینا، همسایه جولیا که به عنوان رقصنده در باشگاه شبانه کار می‌کند، جولیا را می‌بیند و او را به کناری می‌برد. جولیا از ایرینا در مورد دنیل سؤال می‌کند، اما ایرینا چیزی در مورد او نمی‌داند. اواخر همان شب، جولیا صدای غوغایی را از آپارتمان ایرینا می‌شنود. بارها در خانه اش را می‌زند، اما جوابی دریافت نمی‌کند. با اصرار جولیا، صاحبخانه درب آپارتمان ایرینا را باز می‌کند، اما آنها هیچ نشانی از ایرینا پیدا نمی‌کنند و فکر می‌کنند جولیا خیالاتی شده است. فرانسیس از دست جولیا عصبانی می‌شود و معتقد است که ترس او بی‌پایه و اساس است و به این واقعیت اشاره می‌کند که عنکبوت، قاتل سریالی شهر، دستگیر شده‌است.
روز بعد کریستین، دوست‌پسر سابق ایرینا، در جستجوی او به درب آپارتمانش مراجعه می‌کند. جولیا او را می‌بیند و به او می‌گوید ایرینا هنوز به خانه برنگشته و از کریستین می‌خواهد برای شناسایی دنیل، جولیا را تا درب آپارتمان دنیل همراهی کند. کریستین موافقت می‌کند، اما کسی درب آپارتمان دنیل را باز نمی‌کند. کریستین می‌رود، اما جولیا به خود جرات می‌دهد و خودش بر درب آپارتمان دنیل را می‌کوبد، اما مردی مسن درب را باز می‌کند. اواخر همان شب، زمانی که فرانسیس در خانه است، افسر پلیس به همراه دنیل به آپارتمان آنها می‌آید و جولیا را متهم به تعقیب دنیل می‌کند. افسر پلیس از آن‌ها میخواهد به این سوءتفاهم‌ها پایان دهند و جولیا با اکراه با دنیل دست می‌دهد.
جولیا در یک مهمانی با همکاران فرانسیس شرکت می‌کند. در طی مکالمه ای به زبان رومانیایی، جولیا متوجه می‌شود که فرانسیس در مورد ترس‌هایش با همکارانش شوخی کرده‌است. او با عصبانیت مهمانی را ترک می‌کند و سوار مترو می‌شود، اما به زودی متوجه می‌شود با دنیل در کوپه مترو تنهاست. دنیل دلایل رفتارهایش را برای جولیا توضیح دهد: اینکه مجبور است از پدر پیرش مراقبت کند و زندگی منزوی و بدون هیجانی دارد. توجه جولیا به پلاستیک خرید دنیل جلب می‌شود و به نظر می‌رسد دنیل چیزی شبیه سر بریده همراه دارد. جولیا به سرعت از مترو خارج می‌شود و به آپارتمانش بازمی‌گردد و در حین جمع و جور کردن وسایل خود و بستن چمدان متوجه صدای موسیقی از آپارتمان ایرینا می‌شود. وقتی برای جستجو وارد آپارتمان ایرینا می‌شود ناگهان پلاستیک خرید روی سر او کشیده می‌شود و در آخرین لحظات قبل از بیهوش شدن، جسد بدون سر ایرینا را می‌بیند.
وقتی جولیا به هوش می‌آید، دنیل نحوه کشتن ایرینا را بازگو می‌کند و توضیح می‌دهد زمانی که جولیا و صاحبخانه وارد آپارتمان ایرینا شده بودند با جسد ایرینا در کمد پنهان شده بوده است. جولیا می‌شنود که فرانسیس وارد آپارتمان خودشان شده، اما وقتی سعی می‌کند فریاد بزند، دنیل گلوی او را با چاقو زخمی می‌کند. جولیا تلاش می‌کند تا به سمت میز قهوه‌خوری ایرینا بخزد. دنیل در کنار او دراز می‌کشد و به نظر می‌رسد جولیا دارد هوشیاری خود را از دست می‌دهد. فرانسیس با تلفن همراه جولیا تماس می‌گیرد و صدای زنگ آن را از آپارتمان ایرینا می‌شنود. فرانسیس به راهرو می‌رود و دنیل را در حال خروج از آپارتمان ایرینا می‌بیند. فرانسیس شروع به رفتن به سمت دنیل می‌کند، اما قبل از اینکه به او برسد، جولیا - که خود را به مردن زده بود - از پشت به دنیل شلیک می‌کند و او را می‌کشد. جولیا غرق در خون از آپارتمان ایرینا بیرون می‌آید و به فرانسیس خیره می‌شود.

## بازیگران
- مایکا مونرو در نقش جولیا
- کارل گلوسمن در نقش فرانسیس
- رایت گورمن در نقش دنیل وبر
- تودور پتروت به عنوان راننده تاکسی
- مدالینا آنئا در نقش ایرینا
- کریستینا دلئانو و الئانورا
- دنیل نوتا در نقش کریستین